# Az Ackroyd-gyilkosság
Az Ackroyd-gyilkosság, eredeti címén The Murder of Roger Ackroyd Agatha Christie 1926-ban a William Collins and Sons kiadásában megjelent krimije. Az írónő szerint a szokatlan befejezés ötletét sógora, James Watts adta, de tőle függetlenül Lord Louis Mountbatten is hasonló megoldást javasolt.
Ez a mű hozta meg számára a világhírnevet, nagyrészt annak köszönhetően, hogy ez volt az első detektívregénye, melyet már megjelenése idején több nyelvre lefordítottak. Egyike Christie legjobban ismert regényeinek. Meglepő befejezése, ami akkor újszerű megoldásnak számított, megosztotta a kritikusokat: míg H. R. F. Keating szerint „a krimiirodalom mérföldköve”, a New Chronicle kritikusa „ízléstelen és szerencsétlen átejtés” címkével illette.
Hercule Poirot és a töktermesztés kérdésköre, mely több Agatha Christie-regényben is visszaköszön, itt jelenik meg először; Caroline Sheppard pedig mintegy előképül szolgált Miss Marple alakjához.

## Szereplői
- Roger Ackroyd, King's Abbot leggazdagabb lakója
- Mrs. Cecil Ackroyd, Roger Ackroyd elhunyt fivérének özvegye
- Flora Ackroyd, Mrs. Cecil Ackroyd lánya
- Mrs. Ferrars, Roger Ackroyd szeretője
- Parker, Ackroyd komornyikja
- Ralph Paton kapitány, Roger Ackroyd nevelt fia
- Dr. James Sheppard, a helyi orvos
- Caroline Sheppard, az orvos pletykás nővére
- Hercule Poirot, a belga detektív, az orvos szomszédja
- Hector Blunt, Roger Ackroyd jó barátja (szerelmes Florába)
- Miss Russel, Ackroyd házvezetőnője
- Geoffrey Raymond, Ackroyd titkára
- Ursula Bourne, Ackroyd szolgálója
- Elsie Dale, cselédlány
- Annie, Caroline és öccse, James Sheppard szobalánya

## Cselekménye
A kis angliai faluban, King's Abbotban öngyilkosság borzolja a lakók idegeit: az idősődő Mrs. Ferrars véget vet életének, amikor olyan pletykák kapnak lábra, hogy megölte a férjét, azért, hogy szeretőjével, King's Abbot egyik leggazdagabb emberével, Roger Ackroyddal nyugodtan folytathassa tovább viszonyát. Roger Ackroyd apátiába süllyed szerelme elvesztése miatt, rokonai meglátogatják, így Mrs. Ackroyd (Roger Ackroyd sógornője), Flora Ackroyd (Roger Ackroyd unokahúga) és Ralph Paton kapitány (Roger Ackroyd nevelt fia). Megjelennek barátai is, köztük Hercule Poirot, aki – miután felhagyott magándetektívi tevékenységével – King's Abbotban úritök-termesztéssel foglalkozik. Dr. James Sheppard – a helyi orvos – miután meglátogatta Roger Ackroydot, hazatér húgához, Caroline Sheppardhoz. Ott felhívja telefonon Ackroyd inasa, Parker, és közli, hogy meggyilkolták a gazdáját, Roger Ackroydot. A doktor rögtön az Ackroyd-házba siet. A komornyik, Parker közli vele, hogy a doktor távozása után Roger Ackroyd nevelt fiával, Ralph Patonnal még hosszasan beszéltek, és ő közben tisztán hallotta Mr. Ackroyd hangját. Egyúttal azt is közli a doktor kérdésére, hogy nem ő telefonált az orvosnak, sőt, nem is tud róla, hogy a gazdája meghalt. A szoba azonban zárva van, és miután betörik az ajtót, a komornyik és a doktor felfedezi, hogy Roger Ackroyd valóban halott: nyakon szúrták egy a szobájában lévő dísztőrrel. A doktor biztosítja a helyszínt a rokonok elől, a komornyik hívja a rendőrséget, és ekkor kapcsolódik be a nyomozásba Hercule Poirot is.
A nyomozás során Ralph Paton kapitány cipőjével azonos nagyságú nyomot találnak a kertben, Roger Ackroyd ablaka alatt. Később a kapitány eltűnik. Az ismeretlen telefonálóra nem sikerül rábukkani, egyetlen különös nyomot fedez csak fel Poirot: a komornyik, Parker közli vele, hogy amikor benyitottak Roger Ackroyd szobájába a gyilkosság estéjén, az egyik fotel kissé arrébb helyezkedett el: egy kis asztal előtt volt.
Poirot a mű végén felfedi nyomozásainak eredményét: Mrs. Ferrars azért lett öngyilkos, mert egy falubeli megzsarolta, hogy nyilvánosságra hozza, hogy férjét megölte. Mrs. Ferrars nem engedett a zsarolásnak, és öngyilkos lett szégyenében, de halála előtt elküldött egy levelet szeretőjének, Roger Ackroydnak, felfedve benne a zsaroló személyét. Amikor ezt közölte a zsarolóval, az olyannyira megijedt, hogy elhatározta: megöli Roger Ackroydot, visszaszerezve ezáltal a levelet. A zsaroló Mrs. Ferrars halála óta mindennap meglátogatta Roger Ackroydot, korán reggel és késő esténként, mivel Angliában az 1920-as években a posta a leveleket délután is kézbesítette, így igyekezett hozzájutni a levélhez, mielőtt az Roger Ackroydhoz került volna. Egy este azonban késve érkezett: Roger Ackroyd már elolvasta a levelet. Megpróbálta felelősségre vonni a megjelent zsarolót, de az felkapott egy a szobában lévő dísztőrt és sebészi pontosságal a nyakába szúrta. Miután Roger Ackroyd meghalt, a zsaroló elhelyezett a szobában egy diktafont, melyen Roger Ackroyd beszélt, azt a látszatot keltve a házbeliekben, hogy Mr. Ackroyd még életben volt a látogatása után is. Ezt a „beszélgetést” hallotta Blunt őrnagy is. Egy gond volt csak: a diktafont egy kis asztalon helyezte el, amit azonban a szobába lépő rögtön észrevett volna, ezért húzta az egyik fotelt az asztalka elé. Később – arra hivatkozva, hogy otthonában Parker Roger Ackroyd halálát jelentette neki telefonon – újból megjelenik a házban, hogy a diktafont eltüntesse. A fotelt visszaállítja az eredeti helyére, hogy annak elmozdítása ne legyen gyanús a rendőröknek. A gyilkos James Sheppard doktor volt. Mikor Poirot az esti összejövetele végén titokban elmondja neki, hogy tudja, azt javasolja a doktornak, hogy ha nem akarja, hogy Caroline Sheppard is megtudja, ölje meg magát. Így James Sheppard a végén elhatározza, hogy veronált fog magának költői igazságszolgáltatásként túladagolni.

## Magyarul
- Poirot mester bravúrja. Regény; ford. Zigány Árpád; Palladis, Bp., 1930 (1 pengős regények)
- Az Ackroyd-gyilkosság; ford. Szilágyi Tibor; Magvető, Bp., 1974 (Albatrosz könyvek)

## Feldolgozásai
A regényt színpadi változatát 1928. május 15-én Alibi címmel mutatták be Michael Morton átírásában; Poirot szerepét Charles Laughton játszotta. Noha az írónő eleinte erősen húzódozott az ötlettől, Lord Mountbatten rábeszélésére engedélyt adott a lord vejének, Lord Brabourne-nak a megfilmesítésre. A film 1974-ben nagy sikert aratott. A színdarab alapján Leslie Hiscott forgatott filmet; ez volt az írónő műveiből készült első film. A 75 perces filmet, amelyben Poirot szerepét Austin Trevor játszotta, 1931. április 28-án mutatták be.
Orson Welles rádiójátékot írt a regényből, amelyet 1939. november 12-én sugárzott a Campbell Playhouse adó. Welles maga játszotta Dr. Sheppard és Hercule Poirot szerepét. 1987-ben a BBC egy újabb rádiójátékot sugárzott, amelyben John Moffatt alakította Poirot-t.
2000-ben az Agatha Christie: Poirot sorozatban mutatták be az Ackroyd-gyilkosság TV-filmet. Ebben a feldolgozásban a regénytől eltérően nem Dr. Sheppard, hanem James Japp felügyelő segíti Poirot nyomozását. A cselekmény egyéb lényeges elemei is eltérnek a regénytől. 2002-ben egy orosz filmváltozat is készült Неудача Пуаро (Poirot balszerencséje) címen, amely elég hűségesen követte az eredeti történetet.
A HarperCollins képregény formában is kiadta a művet 2007-ben. Az illusztrációkat Bruno Lachard készítette.

## Érdekesség
Magyarországon Poirot mester bravúrja címmel már 1930-ban megjelent a Pallas Kiadó Pengős regények sorozatában, Zigány Árpád fordításában.
1972 április 29-én pedig dr. Márkus Éva rendezésében rádiójáték változatban – Alibi címmel – mutatta be a Kossuth-adó a „Krimi-kedvelőknek” sorozatában.